# Palmolive (músico)
Paloma Romero (Melilla, España, 3 de enero de 1954), más conocida como Palmolive, es una baterista española, miembro de los grupos post-punk británicos The Slits y The Raincoats. Compañera sentimental de Joe Strummer en los tiempos de The 101'ers, inspiró la canción «Keys to Your Heart».

## Biografía
Paloma Romero nació el 3 de enero de 1954 en Melilla, España. Pasó su infancia y juventud en Málaga, estudiando en las Teresianas y tras terminar el C.O.U. en el Colegio San Estanislao de Kostka de Málaga se mudó a Inglaterra en 1972 con apenas 17 años.

## Trayectoria musical
Fue en Londres donde conoció a un grupo de hippies y su vida parecía resultar más interesante que en España. Romero se trasladó, junto a su hermana Esperanza, a una casa ocupada que compartió con quien se hacía llamar Woody, de verdadero nombre John Mellor, que luego resultaría ser Joe Strummer, el cantante y guitarrista de The Clash. Después de convivir durante dos años, ella se aburrió de él y se separó. De esta relación Strummer escribió la canción «Keys to Your Heart», que sería lanzada como sencillo por la banda de Strummer, The 101'ers, antes de su desaparición.
Su nombre artístico Palmolive se debe a una conversación con Paul Simonon, bajista del grupo de su por entonces novio Joe Strummer. Simonon tenía problemas para pronunciar «Paloma», su nombre en castellano, hasta que dijo: Palmolive? A ella le pareció tan divertido que decidió quedarse con el nuevo nombre.
Palmolive empezó trabajando para The Flowers of Romance, donde también tocaba Viv Albertine, guitarrista de The Slits, Sid Vicious, bajista de Sex Pistols y Keith Levene, guitarrista efímero de The Clash y después de Public Image Ltd. Después de un concierto de Patti Smith, conoce a Ari Up y las dos fundan la banda de punk The Slits. Su nueva banda, caracterizada por su rudeza, ganó la atención del público llegando a tocar junto a The Clash y Sex Pistols. En 1978 Palmolive decide dejar la banda.
En 1979 se une a The Raincoats, otra banda de punk, con la que grabó su primer álbum, The Raincoats, y estuvo de gira por toda Inglaterra, pero al poco tiempo dejó el grupo al sentirse decepcionada.
En diciembre de 2011 es entrevistada en el programa de TVE Españoles en el mundo en una edición dedicada a la ciudad estadounidense de Boston, donde llevaba veintidós años viviendo en ese momento, dedicada a la enseñanza del castellano y centrada en la devoción a Jesús como miembro de la Iglesia evangélica.